# گوین پیکوک
 گوین پیکوک  (به انگلیسی: Gavin Peacock) (زاده ۱۸ نوامبر ۱۹۶۷ - التام) بازیکن فوتبال اهل انگلستان است. وی سابقه عضویت در باشگاه‌های نیوکاسل یونایتد و چلسی را دارد.